# Луций Вителлий (консул-суффект 48 года)
Лу́ций Вите́ллий (Мла́дший) (лат. Lucius Vitellius Minor; родился в 16 году, Нуцерия, Римская империя — убит в 69 году близ Таррацины, там же) — древнеримский военный и политический деятель из неименитого плебейского рода Вителлиев, консул-суффект 48 года. Младший брат императора Авла Вителлия.

## Происхождение
Светоний приводит две версии происхождения Вителлиев. Одна говорит о том, что Вителлии происходят от Фавна, царя аборигенов, и от Вителлии, которую во многих местах чтут, как богиню, что правили они всем Лацием и что последние их отпрыски переселились от сабинов в Рим и были причислены к патрициям. Памятью об этом роде надолго осталась Вителлиева дорога от Яникула до самого моря и колония Вителлия, которую они некогда взялись оборонять от эквов силами одного своего рода.
Другая гласит, что род Вителлиев берёт начало от вольноотпущенника. Ссылаясь на слова Кассия Севера, Светоний сообщает, что занимался этот человек починкой старой обуви, а сын его, разбогатев на распродажах и доносах, женился на доступной женщине, дочери некоего пекаря Антиоха, и стал отцом римского всадника.
Возможно, что первая версия является легендарной историей первых патрицианских Вителлиев, а вторая версия говорит о происхождении семьи императора Авла Вителлия. Дед Луция был управителем имений Августа, а отец, Луций Вителлий, достиг высших должностей: был трижды консулом и один раз цензором, но более прославился своей невероятной льстивостью. Светоний сообщает, что именно ему были поручены переговоры с Парфией — основным противником Рима на Востоке. Сенат почтил его погребением за государственный счёт и статуей.

## Биография
В 48 году Луций Вителлий стал консулом-суффектом, его коллегой был Мессала Випстан Галл. С 61 по 62 годы он был проконсулом провинции Африка. В 69 году вместе с коллегами по сенату поддержал провозглашение императором Марка Сальвия Отона. После поражения последнего в битве при Бедриаке и прихода к власти брата, Авла Вителлия, привел находящиеся под его командованием войска в Лугдун. Когда Авл потерпел поражение и погиб, Луций был убит по приказу Веспасиана.

## Семья
Первым браком Луций был женат на праправнучке императора Октавиана Августа Юнии Кальвине, но развёлся с ней около 47 года. Второй его супругой являлась Валерия Триария. Впрочем, известно, что оба этих брачных союза были бездетны.